# 台灣重新思考環境教育協會
社團法人台灣重新思考環境教育協會（英語：Taiwan RE-THINK Environmental Education Association），又稱RE-THINK重新思考、RE-THINK，為台灣環境保護非營利組織。2013年美國人Daniel Gruber與台灣人黃之揚、黃品璁發起「RE-THINK 重新思考」志工活動，號召兩千餘人參與全台各地的淨灘活動。 
2017年正式立案為公益社會團體，累積帶領超過三萬人淨灘、並耕耘環境教育領域。RE-THINK的教育理念為：「環境教育不只存在於教室和環境現場中，而是生活中的每個角落」，從淨灘行動一步步往垃圾起源探究，陸續推出《海廢圖鑑》、《回收大百科》等教育專案，獲得德國紅點設計獎最佳設計（Best of the Best）、國家環境教育獎等國內外獎項。

## 重要沿革
RE-THINK重新思考成立於2013年6月，7-8月期間發起第一次的環島淨灘，美國人Daniel Gruber、黃之揚、黃品璁三人出發，半個月內舉辦超過10場淨灘，號召超過2,000位民眾參與。環島淨灘後，Daniel Gruber、黃之揚持續透過臉書專頁以志工型態運作，持續在全台號召淨灘行動。並與國防醫學院志工團 Think-More合作，號召年度超過 20 場的環島淨灘。行動經公視節目《我們的島》報導，並與新加坡衛生理事會互動交流，獲得國際曝光。
後於2017年成立「社團法人台灣重新思考環境教育協會」正式與企業與政府合作，並接受民眾捐款。同年與綠色和平基金會共同舉辦《A Plastic Ocean 怒海控塑》紀錄片全台巡迴放映、與印花樂品牌合作「快樂浪花淨灘藝術節」。隔年推出《海廢圖鑑》網站，收錄淨灘所撿到的各種垃圾。並於世界地球日和 Pokémon GO 官方合作串連全球的地球日環保行動、加入行政院環保署「海廢治理平台」。並與蘭陽博物館、故宮博物院合作，將海洋廢棄物轉化為舉辦「深海食堂」微型展覽，在蘭陽博物館、桃園農博館、高雄駁二、新北陶瓷博物館等不同地區展出。與Youtuber台客劇場共同舉辦電音淨灘派對，將近3,000人到場參與，包括Youtuber黃氏兄弟、金魚腦等響應，當天共清理14,450公斤海洋垃圾。
與企業、政府合作議題倡議與環保行動，2020至2021年與行政院環保署合作治理菸蒂議題，透過「#水溝不是菸灰缸」之社群教育、內容和西門町水溝蓋設計，從城市治理教育菸蒂丟棄的問題。推出教育作品「回收大百科」網站及課程，收納101個台灣人最常碰到的垃圾品項。並與花旗銀行、台北市立建國中學合作，進行辦公室與教室的垃圾回收區設計改造。與外送平台 foodpanda 合作推廣回收教育與「環境友善店家」餐飲環保標準，針對店內環境、外送外帶及食材三大面向，規劃9項環保標準，計畫推行近一年，總計780間店家通過審核成為環境友善店家，預計1年能夠減少廢棄品161,624公斤，等同於減少大約808萬件700毫公升的塑膠杯子。

## 行動與倡議
- 環島淨灘：2013 年起每年暑假固定舉辦的淨灘活動，年度號召千人參與，為台灣海灘清理數噸海洋廢棄物，曾與 gogoro、星展銀行、KIRIN 啤酒等企業聯名舉辦。2020年攜手gogoro完成9天5場電動車環島淨灘壯舉，寫下守護等同56個足球場的海灘面積新紀錄，知名Youtuber台客劇場也參與首場淨灘[8]
- 例行淨灘、淨街：透過協會自主募款與企業合作，成為常態性舉辦的志工活動，曾與 Youtuber 反正我很閒、呱吉共同舉辦「羅馬競技生死鬥主題淨灘[9]」、創作歌手吳汶芳共同舉辦淨灘音樂會。並於淨灘中搜集獵奇海廢
- 回收教育：以「回收大百科」為核心，從社群推廣各類常見生活用品的回收方式，並為雀巢公司製作企業產品回收指南[10]
- 場域改造：曾進入花旗銀行辦公室、台北市立建國中學教室，進行垃圾丟棄區之重新分類、視覺識別設計，改善場域之資源回收分類正確率。[11]
- 企業與校園環境教育：透過講座、設計思考、桌遊工作坊等形式，於全台校園與企業進行環境教育講座。[12]

## 創作
2018年RE-THINK彙整台灣最常見的101件海洋廢棄物，以360度棚拍和動態網頁技術搭建「海廢圖鑑」海洋廢棄物資料庫網站；2021年再與回收顧問REnato Lab、資訊設計公司Relab合作，製作「回收大百科」，收錄了台灣最易混淆回收方式的101件生活垃圾，以解決回收規範與實際利用狀況卻有極大落差的問題，並倡導民眾優先購買回收價值高的產品。

## 外部連結
- 海廢圖鑑 （页面存档备份，存于）
- 回收大百科 （页面存档备份，存于）
- RE-THINK 重新思考官方網站 （页面存档备份，存于）
- RE-THINK 重新思考 facebook （页面存档备份，存于）
- RE-THINK 重新思考 Instagram （页面存档备份，存于）